# Moron (król Jeredytów)

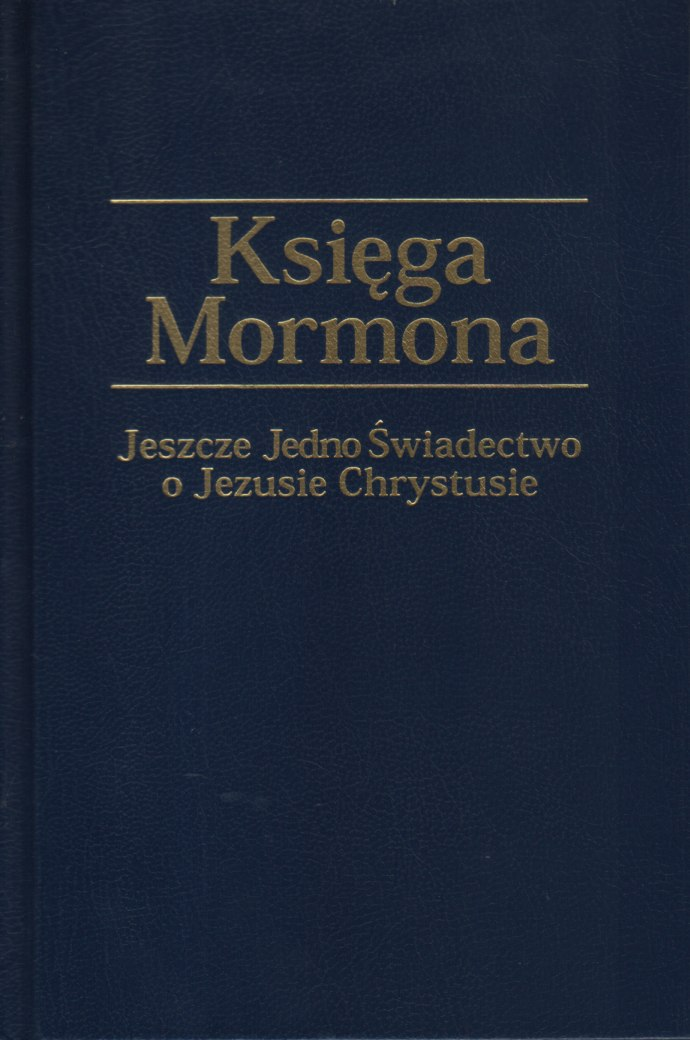
Księga Mormona, jedno z mormońskich pism świętych i jednocześnie źródło przekazu o Moronie

Moron (deseret 𐐣𐐄𐐡𐐊𐐤, 𐐣𐐃𐐡𐐊𐐤) – w wierzeniach ruchu świętych w dniach ostatnich (mormonów) jeredycki król, syn Etema. Informacje na jego temat zawiera będąca częścią mormońskiej świętej księgi Księga Etera. Jego panowanie przynależy do późnego okresu jeredyckiej historii. Miało być naznaczone niegodziwością oraz niestabilnością polityczną. Dwukrotnie stawiał czoła rebeliom pod przywództwem potężnych mężów. Pokonany, resztę życia spędził w więzieniu. Władca jest obiektem spekulacji teologicznych, bywa też wykorzystywany przez mormońskich apologetów. 

## Wymowa imienia
Wymowa tego imienia wzbudzała pewne zainteresowanie mormońskich badaczy. Zostało ono zresztą ujęte w przewodniku po wymowie, dołączanym do każdego egzemplarza anglojęzycznej wersji Księgi Mormona od 1981. Źródła wskazują generalnie niemniej na znaczną różnicę między wymową preferowaną i powszechną współcześnie a tą z wczesnego okresu kolonizacji terytorium Utah, jeżeli chodzi o wiele nazw i imion z Księgi Mormona. Nie ma takiej różnicy wszelako w przypadku Morona. Pierwotna wymowa, zwłaszcza ta stosowana przez Josepha Smitha, ma pewne znaczenie w badaniach nazw własnych występujących w Księdze Mormona, choć, na gruncie mormońskiej teologii, nie jest w nich czynnikiem decydującym. Do ustalenia wymowy używanej przez Smitha wykorzystuje się między innymi wydanie Księgi Mormona w alfabecie deseret z 1869.
Istnieją wszelako relacje ludzi posługujących w procesie nazywanym przez świętych w dniach ostatnich tłumaczeniem Księgi Mormona, które rzucają światło na to, jak Smith pierwotnie radził sobie z nieznanymi słowami. Hugh Nibley, powołując się na relacje skrybów Smitha, stwierdził, że „nigdy nie wymawiał on takich słów, zawsze poprzestając na ich przeliterowaniu”. Ściśle na gruncie mormońskiej teologii nie próbuje się dociekać pierwotnej, jeredyckiej wymowy tegoż słowa, podobnie jak nie prowadzi się takowych rozważań wobec słów i nazw nefickich.
Również na gruncie mormońskiej teologii zauważa się inherentną problematyczność wymowy nazw i imion przynależnych do tej mormońskiej świętej księgi. Ma to wynikać z tego, że żadne z nich nie zostało przekazane Josephowi Smithowi ustnie, z wyjątkiem może imienia Moroniego, który wszak przedstawił się Smithowi w wizji. Z doktrynalnego punktu widzenia sposób, w jaki bohaterowie Księgi Mormona wypowiadali te słowa, pozostał nieznany pierwszemu mormońskiemu przywódcy.

## Umiejscowienie w tekście Księgi Mormona
W ściśle teologicznym sensie relacja o Moronie zawarta jest w partii materiału określanej mianem płyt Mormona, zatem streszczenia większych płyt Nefiego dokonanego przez Mormona. Umieszcza się ją w części tekstu dodanej do płyt Mormona już przez Moroniego. Na treść Księgi Etera, której częścią jest zachowany przekaz o Moronie, składa się streszczenie z dwudziestu czterech złotych płyt Etera, opracowane przez Moroniego właśnie. Na kartach oficjalnych edycji Księgi Mormona, w tym tej obowiązującej od 1981, postać ta wspominana jest w wersetach siódmym i ósmym pierwszego rozdziału Księgi Etera oraz w wersetach czternastym, piętnastym, szesnastym i osiemnastym jedenastego rozdziału tej samej księgi. Współcześnie używany system podziału Księgi Mormona na rozdziały i wersy sięga 1879. W jej pierwszym wydaniu bowiem, opublikowanym w 1830, wzmianki o Moronie były częścią rozdziałów pierwszego i czwartego Księgi Etera. Ocenia się, że mówiący o Moronie materiał został spisany 25 i 28 maja 1829.

## Rola w tekście Księgi Mormona
Informacje na temat Morona zawiera, podobnie jak w przypadku innych Jeredytów, Księga Etera. Jego panowanie przynależy do późnego okresu jeredyckiej historii. Zgodnie z przechowaną na kartach Księgi Mormona genealogią był synem Etema oraz ojcem Koriantora, a także dziadem Etera. Starszy George Reynolds w swym opublikowanym w 1891 A Dictionary of the Book of Mormon, Comprising Its Biographical, Geographical and Other Proper Names sugerował, jakoby życie tego władcy należało umieścić w VII wieku p.n.e.. Zauważono, że imię Morona jest identyczne z nazwą miasta będącego jeredycką stolicą. Dodawano, że zostało częściowo przechowane w kulturze nefickiej. Jako przykład podawano tutaj występujące wśród Nefitów właśnie imię Moroni.
Jego panowanie było naznaczone niegodziwością oraz wynikłą z niej niestabilnością polityczną. Przyszło mu się dwukrotnie mierzyć z poważnymi zagrożeniami dla własnej władzy, chociażby z buntem ludu zorganizowanym przez tajemne sprzysiężenie. Na czele rebelii stał uzurpator określany mianem potężnego męża. Pokonał on w bitwie dowodzone przez Morona wojska oraz przejął władzę na połowie ziem wchodzących w skład jeredyckiego królestwa. Zapoczątkowane w ten sposób rozbicie trwać miało przez trudny do określenia okres. Ostatecznie Moron zjednoczył wszystkie ziemie jeredyckie pod swoim berłem. Spekulowano w komentarzach na temat tego, w jaki sposób to zjednoczenie się dokonało. Podawano jako możliwe rozwiązanie akcję zbrojną. Nie wykluczano jednak wszakże również umożliwiających reunifikację posunięć ze strony tajnego sprzysiężenia, które w ten sposób miało wzmocnić swe wpływy w królestwie.
Utrzymanie władzy przez Morona nie okazało się ostatecznie czynnikiem stabilizującym na jeredyckiej scenie politycznej. Kolejna rebelia, tym razem pod wodzą luźno tylko powiązanego z rodziną królewską potomka brata Jereda, również określanego mianem potężnego męża, doprowadziła do obalenia Morona. Dostał się on następnie do niewoli, w której spędził resztę swego życia. Zauważono, że nie da się ustalić, jak długo trwały opisane okresy w życiu Morona, ze względu na brak danych w samym tekście źródłowym.

## W mormońskiej teologii oraz w badaniach nad Księgą Mormona
Istnienie Morona nie znalazło potwierdzenia w źródłach zewnętrznych. Językoznawcy związani z Kościołem Jezusa Chrystusa Świętych w Dniach Ostatnich rozważali etymologię imienia tego władcy, sugerując, z dużą dozą niepewności wszelako, jej semickie pochodzenie. 
W badaniach nad imionami typowymi dla Księgi Mormona imię Moron pojawia się zresztą od przeszło stulecia. Już w wydanej w 1909 pracy New Witnesses for God: Part III. The Evidences of the Truth of the Book of Mormon starszy B. H. Roberts posługiwał się imieniem tego monarchy przy wykazywaniu różnicy między jeredyckimi a nefickimi praktykami nazewniczymi.
W ściśle teologicznym sensie można z kolei zauważyć, że badania nad etymologią jeredyckich nazw własnych pozostają w sferze spekulacji. Osiąga się w tym zakresie niemniej pewne rezultaty, zwłaszcza jeżeli przyjmie się, iż niektóre zostały przetłumaczone na język używany przez Nefitów. Stwierdzono przy tym w innym źródle, iż światło na tę kwestię mogłoby także rzucić przekonujące powiązanie Jeredytów z którąś ze znanych kultur starożytnych.
John W. Welch w swoim obszernym komentarzu Księgi Mormona opublikowanym w 2020 zauważył, że Moron występuje w tym tekście dwukrotnie, za każdym razem w określonym porządku. Za pierwszym razem umieszczony jest w porządku genealogicznym, zaczynającym się od Etera, a kończącym się na Jeredzie. Za drugim natomiast pojawia się już chronologicznie, z Jeredem jako protoplastą Jeredytów na początku, a Eterem, prorokiem, kronikarzem i księciem, na końcu. Precyzja owego odwrotnego umiejscowienia Morona w tekście uznana została za niezwykłą, Welch natomiast uznał ją za jeden z przejawów Bożego natchnienia, dzięki któremu Joseph Smith był w stanie przełożyć Księgę Mormona.

## W mormońskiej kulturze
Niezależnie od spekulacji etymologicznych i teologicznych Moron znalazł miejsce w mormońskiej kulturze. Pojawia się choćby w publikowanych przez Kościół materiałach o charakterze rozrywkowym i edukacyjnym, między innymi w magazynie Friend z maja 1987. 